# Хохряков Володимир Кузьмович
Володи́мир Ку́зьмович Хохряко́в (нар. 18 липня 1941, Парбіг) — український художник скла і кераміки, педагог; член Львівської організації Спілки радянських художників України з 1977 року.

## Біографія
Народився 18 липня 1941 року в селі Парбіг (нині Бакчарський район Томської області, Росія). 1967 року закінчив Львівський інститут прикладного та декоративного мистецтва, де навчався у Бориса Горбалюка, Дмитра Крвавича. Дипломна робота — сувенірно-подарункові вироби з кераміки та скла (керівник Борис Горбалюк, оцінка — відмінно).
З 1967 року викладав у Львівському інституті прикладного та декоративного мистецтва. Мешкає у Львові в будинку на вулиці Здоров'я, 11, кв. 1.

## Творчість
Виготовляв зразки скляного посуду масового вжитку та декоративні вироби зі скла та кераміки — вази, фігурний посуд, тарілки, анімалістичну скульптуру для громадських інтер'єрів. Працював також у галузі монументального мистецтва. Серед робіт:
- панно, вітраж для санаторію «Кришталевого палацу» у Трускавці (1979)[1];
- панно для спортивної школи у Трускавці (1980)[1].

Роботи зберігаються у Музеї етнографії та художнього промислу у Львові.